# Selayar-Koboldmaki
Der Selayar-Koboldmaki (Tarsius tarsier, Syn.: Lemur tarsier Erxleben, 1777, Lemur spectrum Pallas, 1778) ist eine Primatenart aus der Gruppe der Koboldmakis und die Typusart der Sulawesi-Koboldmakis (Tarsius). Sie kommt nur auf der Insel Selayar südlich von Sulawesi vor. Unter der Bezeichnung Tarsius tarsier wurden früher alle Koboldmakis von Sulawesi geführt.

## Merkmale
Selayar-Koboldmakis sind wie alle Koboldmakis sehr kleine Primaten. Ihre Kopf-Rumpf-Länge liegt zwischen bei 12 und 14 cm, die Schwanzlänge zwischen 23 und 26 cm und das Gewicht etwa zwischen 98 g (Weibchen) und 103 g (Männchen). Das Fell ist grauer als das der Koboldmakis auf Sulawesi und erscheint fast silbrig. Der schwarze Nasenfleck ist nur wenig ausgeprägt und auch die weißlichen Haare an den Seiten der Oberlippe sind wenig deutlich. Der Hinterfuß ist kürzer als der des Makassar-Koboldmakis (Tarsius fuscus). Im Oberkiefer findet sich ein kurzes Diastema zwischen dem Schneidezahn I2 und dem Eckzahn. Der Schwanz ist relativ lang, nur sehr spärlich behaart, der behaarte Bereich am Schwanzende nur kurz (95 bis 124 mm).

## Lebensweise
Der Selayar-Koboldmaki lebt von Meereshöhe bis auf den höchsten Hügeln der Insel. Selayar besteht vor allem aus Korallenkalk, hat nur wenig fruchtbaren Boden und verfügt nur über eine spärliche Vegetation. Die genaue Lebensweise der Art wurde bisher nicht näher erforscht. Wie andere Koboldmakis wird er nachtaktiv sein, immer wieder zu den gewohnten Schlafplätzen zurückkehren und sich vor allem von Insekten und kleinen Wirbeltieren ernähren. Möglicherweise lebt er in kleinen, monogamen oder polygamen Familiengruppen. Eine Gruppe, die im späten September gefangen wurde, bestand aus einem ausgewachsenen Paar, einem fast ausgewachsenen Weibchen, zwei Jungtieren, die 73 und 75 g wogen, und einem oder mehreren Exemplaren, die entkommen konnten. Die Jungtiere müssen einige Monate vorher geboren worden sein.